# Ashraf Pahlavi
Ashraf Pahlavi (in persiano اشرف‌الملوک پهلوی‎; Teheran, 26 ottobre 1919 – Monte Carlo, 7 gennaio 2016) è stata una principessa persiana. 
Sorella gemella dell'ultimo scià di Persia Mohammad Reza Pahlavi, era considerata l'eminenza grigia della corte di suo fratello. Ebbe un ruolo importante nel colpo di stato del 1953 che portò alla deposizione del primo ministro Mohammad Mossadeq e al ritorno al potere di Mohammad Reza Pahlavi. Durante il regno del fratello fu sua consigliera e grande sostenitrice dei diritti delle donne. In seguito alla rivoluzione iraniana del 1979 visse in esilio in Francia, a New York e a Monte Carlo, mantenendo sempre una posizione critica verso il nuovo governo iraniano.

## Biografia

### I primi anni

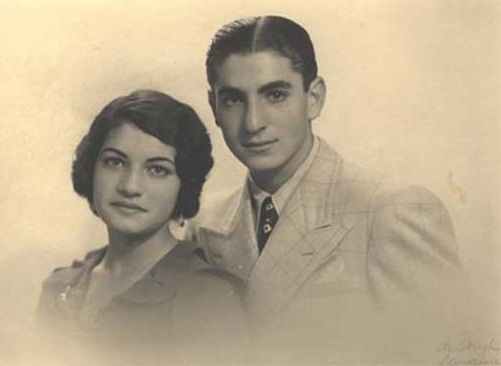
Ashraf e il fratello Mohammad Reza da giovani

Ashraf Pahlavi nacque a Teheran il 26 ottobre 1919, cinque ore dopo il fratello gemello. Era figlia di Reza Shah Pahlavi, futuro scià di Persia, e della sua seconda moglie Tadj ol-Molouk. Aveva complessivamente 10 fratelli e sorelle, nati dal padre e dalle sua quattro mogli.
Al momento della sua nascita il padre era un generale che, approfittando della difficile situazione politica iraniana, scalò rapidamente i ranghi militari, diventando comandante dell'esercito e in seguito ministro della guerra. Nel 1921 guidò il colpo di stato che portò alla detronizzazione dello scià Ahmad Shah Qajar. Nel 1923 Reza Shah Pahlavi divenne primo ministro e nel 1925, dopo che Ahmed Shah Qajar venne dichiarato ufficialmente deposto ed esiliato, Pahlavi fu nominato nuovo scià.
Una volta salito al potere il padre iniziò alcune riforme di stampo occidentale, come l'abrogazione dell'obbligo per le donne di indossare il velo islamico in pubblico. Cambiò inoltre ufficialmente il nome del paese da Persia a Iran. Nel 1934 Ashraf insieme alla sorella maggiore Shams e alla loro madre parteciparono ad una cerimonia pubblica senza velo. Ciò contribuì a plasmare la sua immagine di ragazza moderna, filo occidentale e amante della bella vita. In un libro di memorie pubblicato nel 1980 lei descrive inoltre se stessa da giovane come una ribelle dal temperamento irascibile.
Nonostante i tentativi di modernizzazione del paese, Reza Shah Pahlavi riservò un diverso trattamento per quanto riguardava l'istruzione dei propri figli maschi e femmine: mentre i ragazzi furono mandati a studiare in Svizzera, le ragazze non ebbero accesso ad una istruzione superiore. Ad Ashraf fu impedito di frequentare l'università, nonostante il suo forte desiderio di continuare a studiare, e nel 1937, a soli 17 anni, venne fatta sposare con Mirza 'Ali Muhammed Khan Ghavam, membro di una potente famiglia iraniana alleata del padre.

### Il regno di Mohammad Reza Pahlavi

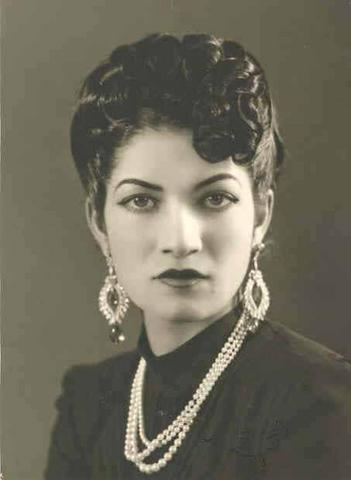
Ashraf Pahlavi da giovane

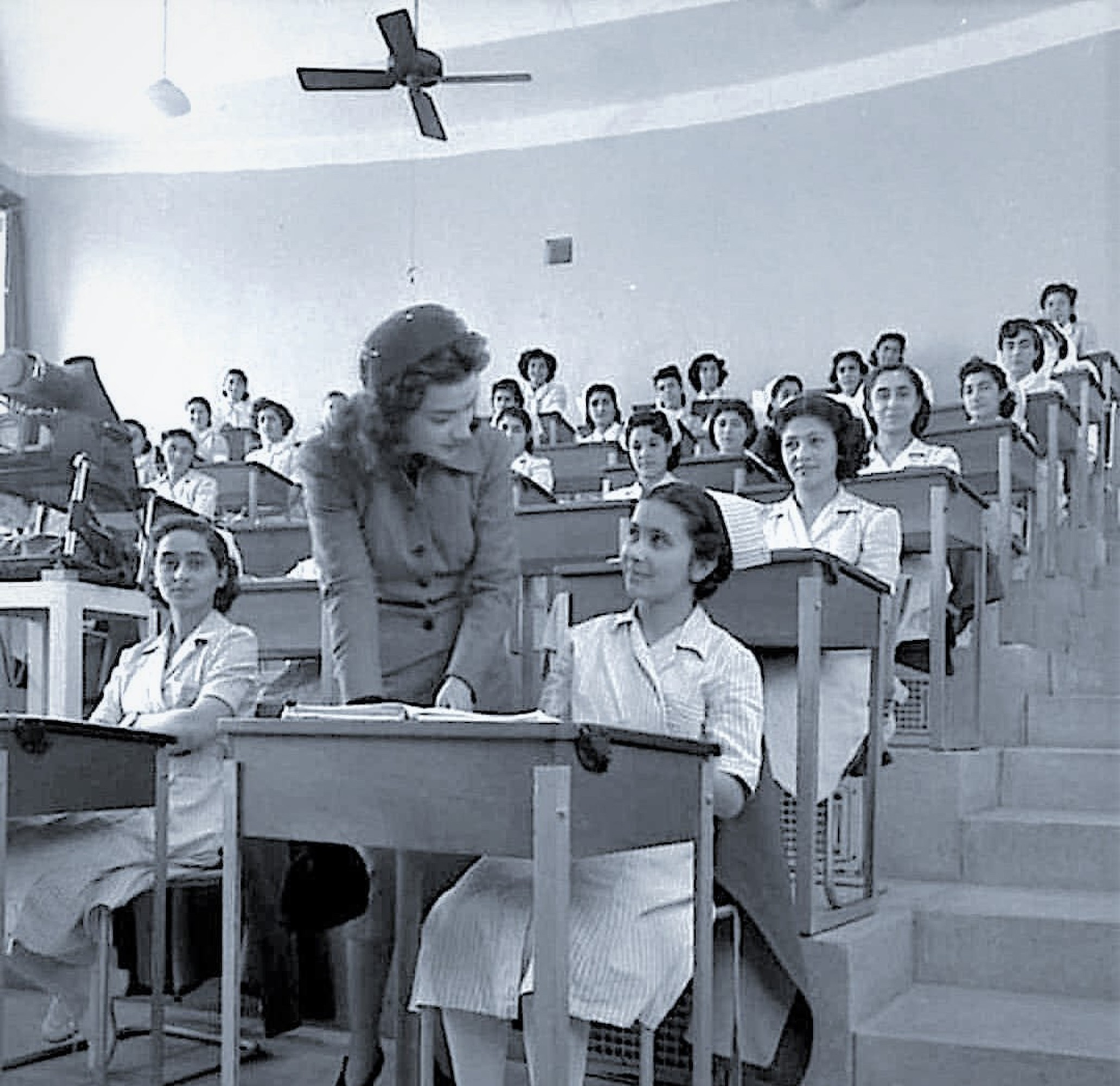
Pahlavi in visita ad una scuola per infermiere a Teheran nei primi anni 1960

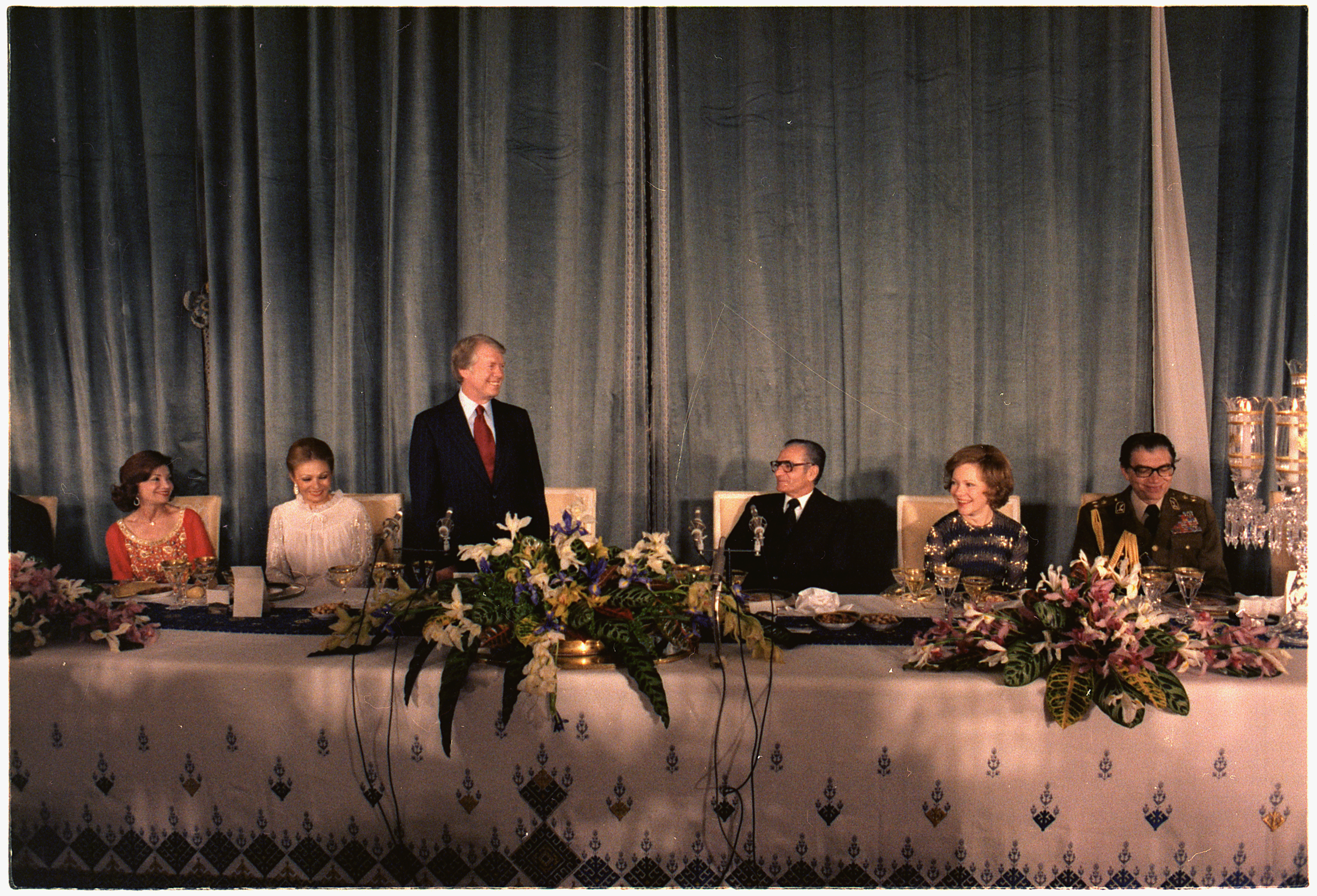
Ashraf Pahlavi (la prima a sinistra) insieme ad altri membri della famiglia reale durante la visita in Iran del presidente Carter nel 1977

Nel 1941 Mohammad Reza Pahlavi successe al padre come scià, e la sorella divenne una dei suoi consiglieri di fiducia. Nel 1946 fece parte della delegazioni inviata a discutere con Stalin circa alcuni territori occupati dai sovietici nel vicino Azerbaigian. Il leader sovietico fu positivamente impressionato da lei, tanto da commentare che se il sovrano iraniano avesse avuto dieci persone come lei, non avrebbe avuto di che preoccuparsi.
Secondo molti storici nel 1953 Ashraf Pahlavi ebbe un ruolo importante durante l'Operazione Ajax, convincendo suo fratello a dare il proprio assenso al colpo di stato organizzato dalla CIA e dai servizi segreti britannici per deporre il primo ministro iraniano Mohammad Mossadeq, che pochi mesi prima aveva costretto lo scià a lasciare il paese. Con la riuscita dell'operazione Mohammad Reza Pahlavi riconquistò il potere, e la sorella riprese il ruolo di sua consigliera.
Durante gli anni di regno dei fratello, Pahlavi fu una grande sostenitrice dei diritti della donne iraniane. Fu presidentessa dell'Organizzazione delle donne iraniane e del Comitato iraniano per i diritti umani. Nel 1967 lavorò con le Nazioni Unite come delegata iraniana all'interno della Commissione per i diritti umani, e nel 1975, in occasione dell'Anno internazionale della donna, presentò alle Nazioni Unite una dichiarazione che parlava delle diseguaglianze e della discriminazione femminile.
Alcuni critici contestarono la mancanza di un attivismo diretto da parte sua, e criticarono il fatto che le donne dissidenti erano arrestate e perseguitate dalla monarchia iraniana. Altre critiche riguardarono le grandi ricchezze accumulate nel corso degli anni dalla famiglia reale sulle spalle del popolo iraniano, in particolare tassando i commerci e i contratti governativi.

### L'esilio e la morte
Nel 1977 fu vittima di un tentativo di omicidio, quando due uomini aprirono il fuoco contro la sua auto mentre tornava nella sua casa in Costa Azzurra dopo una serata al casinò di Cannes. La principessa rimase illesa, ma la sua dama di compagnia rimase uccisa e l'autista ferito.
Nel 1979, in seguito alla rivoluzione iraniana, la famiglia reale fuggì all'estero. Lo scià Mohammad Reza Pahlavi morì l'anno successivo di tumore mentre si trovava in Egitto, mentre Ashraf Pahlavi visse diversi anni viaggiando tra le proprie residenze di New York, Parigi e Juan-les-Pins in Costa Azzurra. Rilasciò diverse dichiarazioni contro i suoi nemici, come l'Ayatollah Ruhollah Khomeyni, a capo della rivoluzione, e criticò anche il presidente statunitense Jimmy Carter per avere abbandonato suo fratello.
Morì il 7 gennaio 2016, all'età di 96 anni, a Monte Carlo, e venne sepolta nel cimitero di Monaco con una cerimonia privata.

## Matrimoni e figli

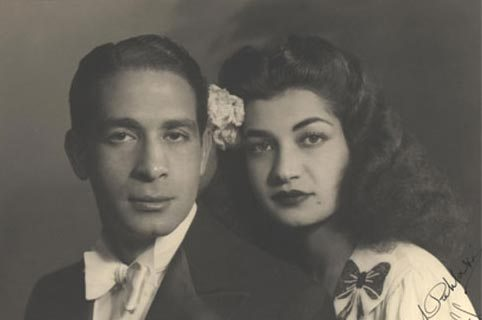
Pahlavi con il secondo marito Ahmed Shafiq

Ashraf Pahlavi si sposò tre volte: il 3 marzo 1937, a 17 anni, fu data in sposa dalla famiglia a Mirza 'Ali Muhammed Khan Ghavam, membro di una potente famiglia iraniana alleata del padre. Il matrimonio durò solo 5 anni e la coppia divorziò nel 1942. Ebbero un figlio, Shahram Pahlavi-Nia, nato il 18 aprile 1940.
Si sposò in seconde nozze il 16 marzo 1944 con Ahmed Shafiq, direttore generale dell'aviazione civile iraniana e figlio di un ministro del viceré d'Egitto, da cui ebbe due figli: Shahriar Shafiq, nato il 15 marzo 1945 e morto assassinato a Parigi il 7 dicembre 1979, e Azadah Pahlavi-Shafiq, nata nel 1950 e morta il 23 febbraio 2011.
Pahlavi e Shafiq divorziarono nel 1960, e il 5 giugno dello stesso anno lei si sposò per la terza volta, con il dottor Mehdi Bushehri, all'ambasciata iraniana di Parigi. La coppia non ebbe figli.
In una intervista al New York Times nel 1980 disse che non era stata una buona madre per i suoi figli dal momento che, a causa del suo tipo di vita, non passava molto tempo con loro. Ma lo era stata per aver insistito che avessero una buona istruzione, possibilità che a lei era stata negata essendo nata femmina e fatta sposare giovanissima.